# Comité des élèves francophones
 (juillet 2025).
Motif : Très faible notoriété visiblement
- Archive Wikiwix
- Bing
- Cairn
- DuckDuckGo
- E. Universalis
- Gallica
- Google
- G. Books
- G. News
- G. Scholar
- Persée
- Qwant
- (zh) Baidu
- (ru) Yandex
- (wd) trouver des œuvres sur Wikidata

| 1. | Préciser le motif de la pose du bandeau. | Précisez le motif de la pose du bandeau en utilisant la syntaxe suivante : {{admissibilité à vérifier\|date=juillet 2025\|motif=remplacez ce texte par le motif}}                                   |
| 2. | Informer les utilisateurs concernés.     | Pensez à avertir le créateur de l'article, par exemple, en insérant le code ci-dessous sur sa page de discussion : {{subst:avertissement admissibilité à vérifier\|Comité des élèves francophones}} |

Le Comité des élèves francophones (CEF) est depuis 2005 la seule organisation étudiante de la Communauté française de Belgique dans la défense des intérêts des élèves de la Fédération Wallonie-Bruxelles. Elle est également considérée comme une organisation de jeunesse.
En 2011, le CEF comptait une vingtaine d'établissements dans la communauté française de Belgique.